# Liste von Bergen in Japan
Die Liste von Bergen in Japan enthält die 20 höchsten Gipfel Japans sowie weitere Berge einiger Präfekturen und Inseln.

## Legende
- Rang: Rang, den der Gipfel unter den höchsten Bergen Japans einnimmt, ohne Nebengipfel
- Bild: Foto des Berges
- Gipfel: Bezeichnung in lateinischer Umschrift
- Japanisch: japanische Bezeichnung mit Kanji
- Höhe: Höhe des Berges in Metern
- Präfektur/Insel: Präfektur oder Insel in/auf der der Berg liegt
- Gebirge/Massiv: Gebirge oder Massiv, zu dem der Berg gehört
- Lage: Lagekoordinaten des Gipfels verlinkt auf externes Geo-Tool

## Höchste Berge Japans
| Rang | Bild | Gipfel            | Japanisch  | Höhe in m | Präfektur / Insel  | Gebirge / Massiv | Lage                  |
| ---- | ---- | ----------------- | ---------- | --------- | ------------------ | ---------------- | --------------------- |
| 1    |      | Fuji-san (Vulkan) | 富士山     | 3776      | Shizuoka Yamanashi |                  | 35° 22′ N, 138° 44′ O |
| 2    |      | Kita-dake         | 北岳       | 3193      | Yamanashi          | Akaishi-Gebirge  | 35° 40′ N, 138° 14′ O |
| 3    |      | Hotaka-dake       | 穂高岳     | 3190      | Gifu Nagano        | Hida-Gebirge     | 36° 17′ N, 137° 39′ O |
| 3    |      | Aino-dake         | 間ノ岳     | 3190      | Shizuoka Yamanashi | Akaishi-Gebirge  | 35° 39′ N, 138° 14′ O |
| 5    |      | Yarigatake        | 槍ヶ岳     | 3180      | Gifu Nagano        | Hida-Gebirge     | 36° 21′ N, 137° 39′ O |
| 6    |      | Warusawa-dake     | 悪沢岳     | 3141      | Shizuoka           | Akaishi-Gebirge  | 35° 30′ N, 138° 11′ O |
| 7    |      | Akaishi-dake      | 赤石岳     | 3120      | Nagano Shizuoka    | Akaishi-Gebirge  | 35° 28′ N, 138° 9′ O  |
| 8    |      | Ontake-san        | 御嶽山     | 3067      | Gifu Nagano        | Ontakesan-Gruppe | 35° 54′ N, 137° 29′ O |
| 9    |      | Shiomi-dake       | 塩見岳     | 3047      | Nagano Yamanashi   | Akaishi-Gebirge  | 35° 34′ N, 138° 11′ O |
| 10   |      | Senjōgatake       | 仙丈ヶ岳   | 3033      | Nagano Yamanashi   | Akaishi-Gebirge  | 35° 43′ N, 138° 11′ O |
| 11   |      | Norikura-dake     | 乗鞍岳     | 3026      | Gifu Nagano        | Hida-Gebirge     | 36° 6′ N, 137° 33′ O  |
| 12   |      | Tateyama          | 立山       | 3015      | Toyama             | Hida-Gebirge     | 36° 35′ N, 137° 37′ O |
| 13   |      | Hijiri-dake       | 聖岳       | 3013      | Nagano Shizuoka    | Akaishi-Gebirge  | 35° 25′ N, 138° 8′ O  |
| 14   |      | Tsurugi-dake      | 剱岳       | 2999      | Toyama             | Hida-Gebirge     | 36° 37′ N, 137° 37′ O |
| 15   |      | Kurodake          | 黒岳       | 2986      | Toyama             | Hida-Gebirge     | 36° 26′ N, 137° 36′ O |
| 16   |      | Kaikomogadake     | 甲斐駒ヶ岳 | 2967      | Nagano Yamanashi   | Akaishi-Gebirge  | 35° 45′ N, 138° 14′ O |
| 17   |      | Kisokomagatake    | 木曽駒ヶ岳 | 2956      | Nagano             | Kiso-Gebirge     | 35° 47′ N, 137° 48′ O |
| 18   |      | Shirouma-dake     | 白馬岳     | 2932      | Nagano Toyama      | Hida-Gebirge     | 36° 46′ N, 137° 46′ O |
| 19   |      | Yakushi-dake      | 薬師岳     | 2926      | Toyama             | Hida-Gebirge     | 36° 28′ N, 137° 33′ O |
| 20   |      | Washiba-dake      | 鷲羽岳     | 2924      | Toyama Nagano      | Hida-Gebirge     | 36° 26′ N, 137° 36′ O |

## Weitere Berge
| Bild | Gipfel                       | Japanisch    | Höhe in m | Präfektur / Insel | Gebirge / Massiv    | Lage                  |
| ---- | ---------------------------- | ------------ | --------- | ----------------- | ------------------- | --------------------- |
|      | Aka-dake                     | 赤岳         | 2899      | Nagano Yamanashi  | Yatsugatake         |                       |
|      | Bessan                       | 別山         | 2880      | Toyama            | Ryōhaku-Gebirge     |                       |
|      | Ryūō-dake                    | 龍王岳       | 2872      | Toyama            | Ryōhaku-Gebirge     |                       |
|      | Akaushi-dake                 | 赤牛岳       | 2864      | Toyama            | Ryōhaku-Gebirge     |                       |
|      | Harinoki-dake                | 針ノ木岳     | 2821      | Toyama            | Ryōhaku-Gebirge     |                       |
|      | Haku-san (Vulkan)            | 白山         | 2702      | Gifu Ishikawa     | Ryōhaku-Gebirge     |                       |
|      | Daisetsu-zan (Vulkan)        | 大雪山       | 2291      | Hokkaidō          | Ishikari-Bergland   |                       |
|      | Iwate-san                    | 岩手山       | 2041      | Iwate             | Ōu-Gebirge          |                       |
|      | Gassan                       | 月山         | 1984      | Yamagata          | Dewa-Gebirge        |                       |
|      | Ishizuchi-yama               | 石鎚山       | 1982      | Shikoku Ehime     | Shikoku-Bergland    |                       |
|      | Miyanoura-dake               | 宮之浦岳     | 1935      | Kagoshima         | Yaku-shima          |                       |
|      | Kujū-san                     | 九重山       | 1791      | Kyushu Ōita       | Kujū-Vulkankette    |                       |
|      | Daisen                       | 大山         | 1729      | Tottori           | Daisen-Massiv       |                       |
|      | Rausu-dake (Vulkan)          | 羅臼岳       | 1660      | Hokkaidō          | Shiretoko-Halbinsel |                       |
|      | Iwaki-san (Vulkan)           | 岩木山       | 1625      | Aomori            | (Tsugaru-Ebene)     |                       |
|      | Aso-san (Vulkan)             | 阿蘇山       | 1592      | Kyushu Kumamoto   |                     |                       |
|      | Yudono-san (Vulkan)          | 湯殿山       | 1500      | Yamagata          |                     |                       |
|      | Meakan-dake (Vulkan)         | 雌阿寒岳     | 1499      | Hokkaidō          |                     |                       |
|      | Chasuyama                    | 茶臼山       | 1415      | Aichi Nagano      | Okumikawa           |                       |
|      | Hokkaidō-Komagatake (Vulkan) | 北海道駒ヶ岳 | 1131      | Hokkaidō          |                     |                       |
|      | Rokkō-san                    | 六甲山       | 931       | Hyōgo             | Rokkō-Massiv        |                       |
|      | Mitake-san                   | 御岳山       | 929       | Tokio             | Okutama             |                       |
|      | Nosaka-dake                  | 野坂岳       | 914       | Fukui             | Nosaka-Bergland     |                       |
|      | Osore-zan                    | 恐山         | 879       | Aomori            |                     |                       |
|      | Hiei-zan                     | 比叡山       | 848       | Shiga Kyoto       |                     |                       |
|      | Usu-zan (Vulkan)             | 有珠山       | 731       | Hokkaidō          |                     |                       |
|      | Takao-san                    | 高尾山       | 599       | Tokio             | Kantō-Bergland      |                       |
|      | Omoto-dake                   | 於茂登岳     | 526       | Ishigaki          |                     | 24° 26′ N, 124° 11′ O |
|      | Haguro-san (Vulkan)          | 羽黒山       | 414       | Yamagata          | Dewa-Gebirge        |                       |